# Juillet 1863

## Événements

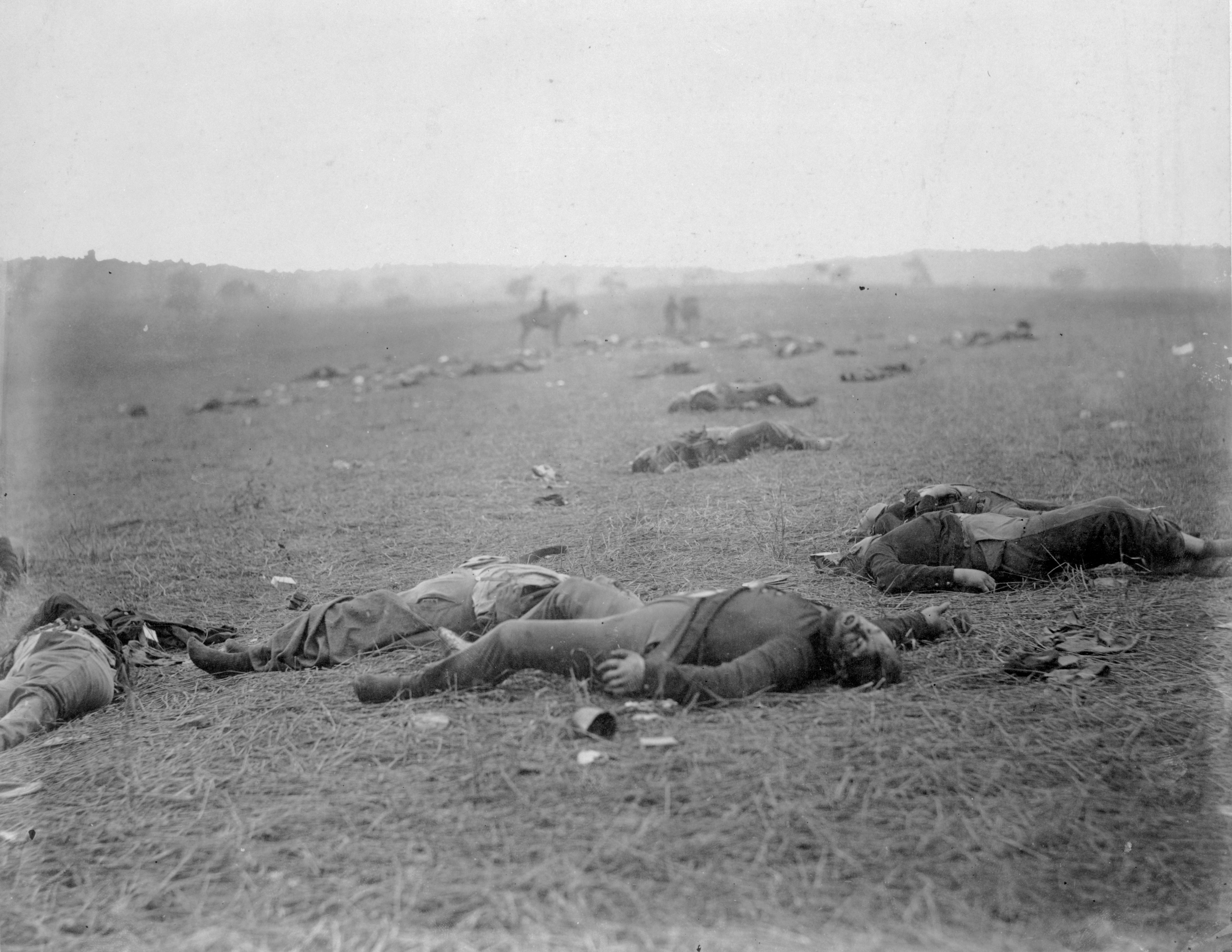
Juillet : soldats de l'Union morts à Gettysburg

- 1er - 3 juillet, États-Unis : bataille de Gettysburg. Les confédérés de Lee envahissent la Pennsylvanie mais sont battus par Meade à Gettysburg le 3 juillet, l’un des plus décisifs et meurtrierss engagement.

- 2 juillet : le général Forey est rappelé en France pour prendre le commandement du 2e corps d’armée de Lille, et il est nommé maréchal de France.

- 4 juillet, États-Unis : capitulation de Vicksburg après six semaines de siège.

- 8 juillet (Russie) : statut des paysans des apanages leur accordant un lot de terre important et rendant le rachat obligatoire.

- 9 juillet, États-Unis : fin du siège de Port Hudson. Contrôle du Mississippi par l'armée de Grant.

- 13 - 16 juillet, États-Unis : Draft Riots contre l'enrôlement à New York.

- 16 juillet : le général Bazaine est nommé commandant en chef du corps expéditionnaire au Mexique, en remplacement du général Forey.

- 17 juillet : invasion des Waikoto (Nouvelle-Zélande). Batailles de Meremere (31 octobre) et de Rangiriri (20 novembre) entre Européens et Māoris.

## Naissances
- 1er juillet : William Grant Stairs, explorateur canadien du continent d’Afrique.
- 4 juillet : Henri Thiérot, peintre français.
- 10 juillet : Irma Sztáray de Sztára et Nagymihály, comtesse allemande.
- 23 juillet : Zabel Sibil Asadour, poétesse, écrivaine, éditrice, éducatrice et philanthrope arménienne.
- 30 juillet : Henry Ford, constructeur automobile américain.

## Décès
- 6 juillet : Patrice Lacombe, écrivain.
- 17 juillet : Jules Regnault, savant économiste français
- 26 juillet : Emma Livry (21 ans), danseuse français, brûlée vive lors des répétitions d'un ballet